# Canthylidia flavitincta
Canthylidia flavitincta är en fjärilsart som beskrevs av Oswald Beltram Lower 1908. Canthylidia flavitincta ingår i släktet Canthylidia och familjen nattflyn. Inga underarter finns listade i Catalogue of Life.